# Městem chodí Mikuláš
Městem chodí Mikuláš je český film režiséra Karla Kachyni natočený v roce 1992. Režisér se vrátil ke staršímu scénáři Jana Procházky, který vznikl již v roce 1970, a který v té době nebylo možné z politických důvodů realizovat.
Tento komorní křehký příběh se odehrává v nemocnici v předvečer Mikuláše. Právě tehdy se nevšedním způsobem propojí osudy čtyř zcela rozdílných lidí: doktora, který má problémy s alkoholem, upjaté staropanenské zdravotní sestry, přezdívané Stará koza, mladé sestřičky Pipky a třináctiletého suveréna a provokatéra Rudy, který však přes všechny své průšvihy ukáže, že má dobré srdce…

## Hrají
| Daniel Douda         | Rudolf zvaný Lže a krade       |
| Eliška Balzerová     | vrchní sestra zvaná Stará koza |
| Josef Abrhám         | dr. Koníček                    |
| Alena Mihulová       | sestra Alena zvaná Pipka       |
| Kateřina Hrachovcová | Bulíček                        |
| Pavel Nový           | Zemánek                        |
| Barbora Hrzánová     | Zemánkova přítelkyně           |
| Igor Smržík          | policista                      |
| Pavel Chalupa        | mladý lékař                    |
| Čestmír Řanda ml.    | řidič sanitky                  |
| Lucie Čechová        | Mrkačka                        |
| Klára Riedlová       | anděl Olina                    |
| Martin Písařík       | Mikuláš Arnošt                 |
| Václav Jakoubek      | čert                           |
| Jaroslav Kejř        | Pecka                          |
| Michal Škrábal       | Mucha                          |
| Radoslav Budáč       | Zrzek                          |
| Jakub Zdeněk         | blonďáček Řehořek              |
| Pavel Matoušek       | Brejláč                        |
| Jiřina Jelenská      | nájemnice                      |
| Taťána Puttová       | Beránková                      |
| Ludmila Plachá       | stará žena                     |
| Petra Hanžlíková     | dívka                          |
| Petr Bábek           | muž                            |